# Myllysaari (ö i Norra Savolax, Norra Savolax)
Myllysaari är en ö i Finland.   Den ligger i kommunen Idensalmi i den ekonomiska regionen  Övre Savolax ekonomiska region  och landskapet Norra Savolax, i den centrala delen av landet, 400 km norr om huvudstaden Helsingfors.